# Iglesia de Nuestra Señora de la Asunción (Kursk)
La Iglesia de Nuestra Señora de la Asunción  (en ruso: Храм Успения Богородицы) es una Iglesia Católica de rito latino situada en Kursk, en la Arquidiócesis de la Rusia europea, con sede en Moscú (y cuyo arzobispo es monseñor Paolo Pezzi).
En 1859 la comunidad católica de Kursk, la mayoría de origen polaco o alemán, con más de un millar de fieles, pidió permiso para construir una iglesia . Se reunieron previamente en una capilla. Una vez que los fondos fueron recaudados, les fue concedido el permiso y la iglesia comenzó a construirse en 1892 en estilo neo-gótico. La iglesia estaba bajo la advocación de Nuestra Señora de la Asunción y fue consagrada en 1896. Constaba originalmente de dos torres en los extremos de la fachada y fue construida en ladrillo rojo. El interior fue decorado con bellos mosaicos. 
La iglesia fue devuelta a la diócesis en 1997. Se celebró su 110 aniversario en 2006.